# Ryan Hurd
Ryan Hurd (Kalamazoo, 2 novembre 1986) è un cantautore statunitense. Dopo un debutto come autore per cantanti come Tim McGraw, Luke Bryan e Blake Shelton, a partire dal 2016 ha iniziato a lavorare anche come interprete, pubblicando un album e alcuni EP.

## Biografia
Trasferitosi a Nashville per perseguire una carriera nella musica country, Hurd inizia a lavorare come autore a partire dal 2013, partecipando a varie sessioni di scrittura per artisti del calibro di Tim McGraw, Blake Shelton, Luke Bryan e Lady A. Alcuni di questi brani, tra cui Love Tonight di Shelton, Sunrise, Sunburn, Sunset di e What If I Never Get Over You, raggiungono la vetta nella classifica di Billboard relativa all'airplay nelle radio country. Nel 2015 pubblica in maniera indipendente l'EP Panorama, che verrà distribuito nuovamente nel 2019 da Sony Music.
Nel 2017 firma un contratto discografico con Sony Music e pubblica un EP eponimo. Nel 2018 ottiene il suo primo disco di platino negli Stati Uniti con il singolo To a T. Nel 2019 pubblica altri due EP, intitolati rispettivamente Platonic e EOM EP e intraprende una tournée intitolata Platonic Tour. Nel 2021 collabora con sua moglie Maren Morris nel singolo Chasing After You, il quale raggiunge la posizione 23 nella Billboard Hot 100 e ottiene un disco di platino in USA. A questo successo segue la pubblicazione del suo album d'esordio Pelago, che raggiunge la posizione 71 nella Billboard 200, e annuncia il relativo tour.

## Vita privata
Nel 2013, Ryan Hurd conosce la cantante Maren Morris durante una sessione di scrittura. I due si sposano nel 2018, e hanno un figlio nel 2020. La coppia si separa nell'ottobre del 2023 e divorzia nel gennaio del 2024.

## Discografia

### Album
- 2021 – Pelago

### EP
- 2015 – Panorama
- 2017 – Ryan Hurd
- 2019 – Platonic
- 2020 – EOM EP

### Singoli
- 2016 – We Do Us
- 2017 – Love in a Bar
- 2018 – To a T
- 2020 – Every Other Memory
- 2021 – Chasing After You (con Maren Morris)
- 2022 – Pass It On

## Premi e riconoscimenti

### Country Music Association Awards (CMAs)
| Anno | Nomina                               | Premio                    | Risultato   |
| ---- | ------------------------------------ | ------------------------- | ----------- |
| 2021 | Chasing After You (con Maren Morris) | Music Video of the Year   | Candidato/a |
| 2021 | Chasing After You (con Maren Morris) | Musical Event of the Year | Candidato/a |

### CMT Music Awards
| Anno | Nomina                               | Premio                          | Risultato   |
| ---- | ------------------------------------ | ------------------------------- | ----------- |
| 2021 | Chasing After You (con Maren Morris) | Collaborative Video of the Year | Candidato/a |
| 2021 | Chasing After You (con Maren Morris) | Best Family Feature             | Candidato/a |

### Grammy Awards
| Anno | Nomina                               | Premio                             | Risultato   |
| ---- | ------------------------------------ | ---------------------------------- | ----------- |
| 2022 | Chasing After You (con Maren Morris) | Best Country Duo/Group Performance | Candidato/a |